# Tatra T5C5
Le Tatra T5C5 est un modèle de tramway construit par la société tchécoslovaque ČKD pour le compte de la société budapestoise de transports en commun BKV Zrt.

## Galerie

Tatra T5C5 à Budapest.
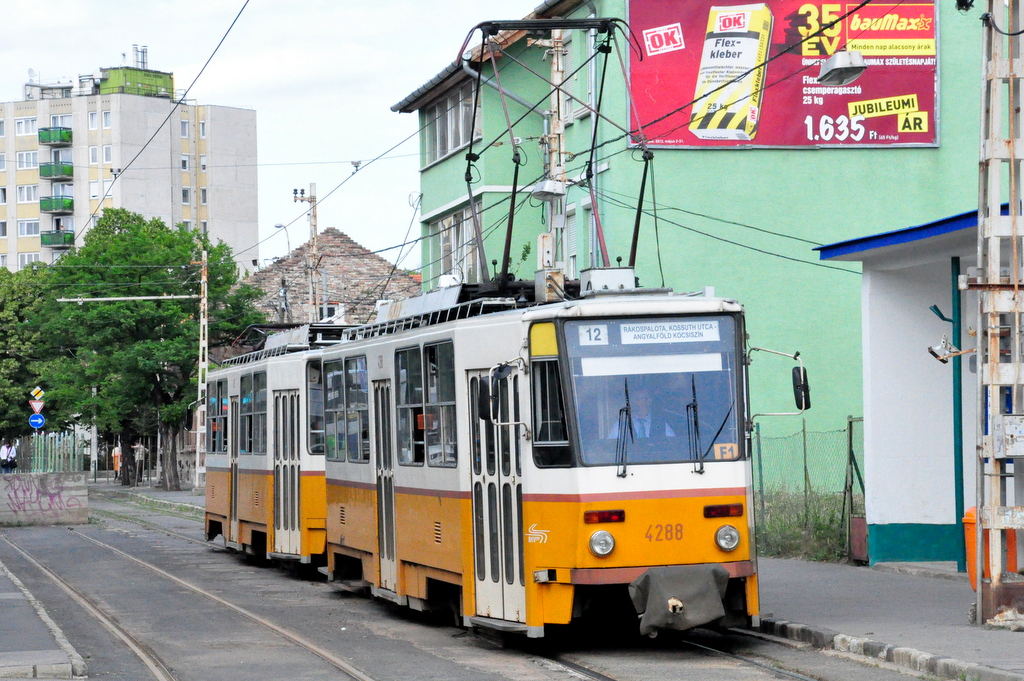
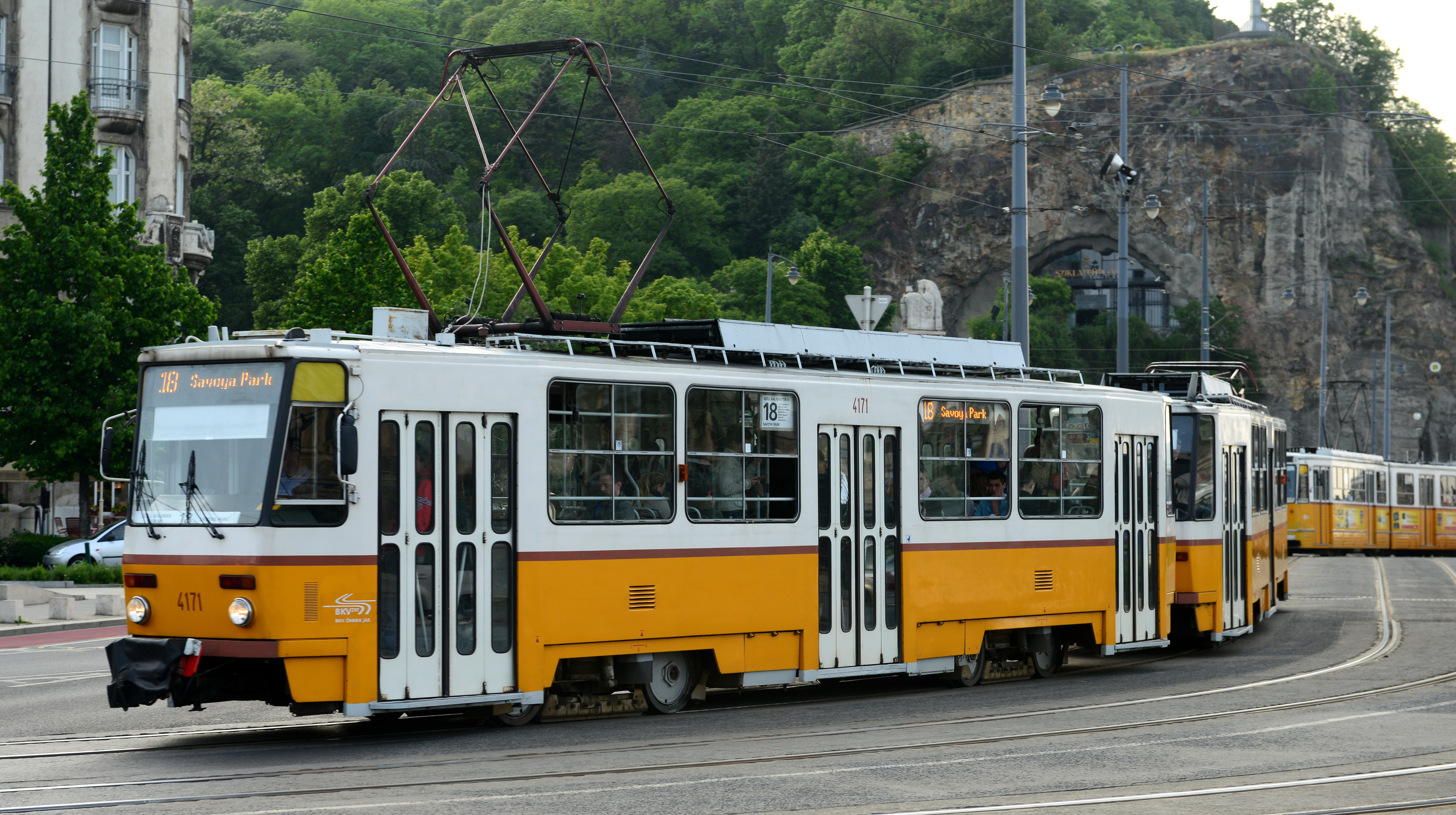
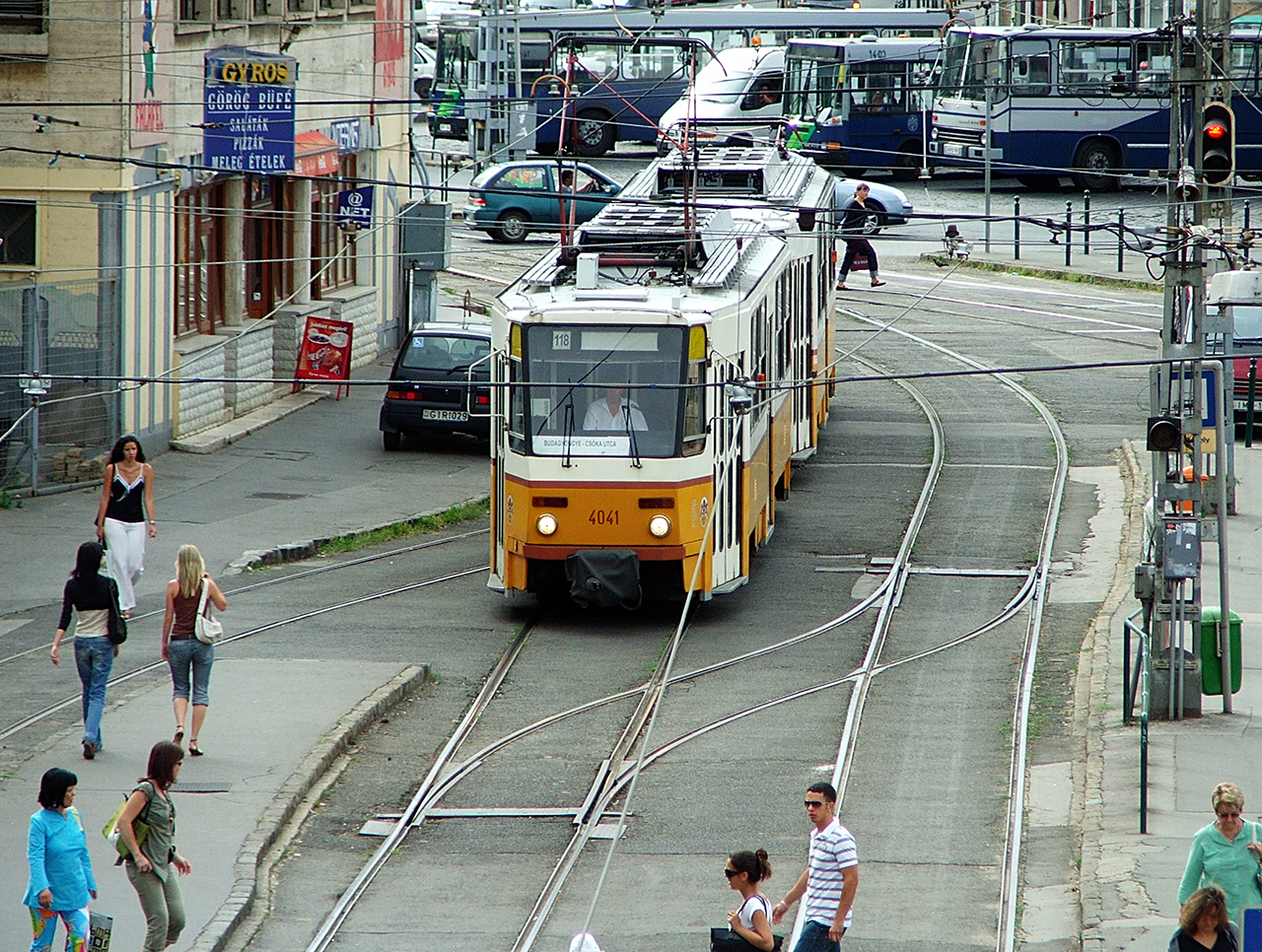
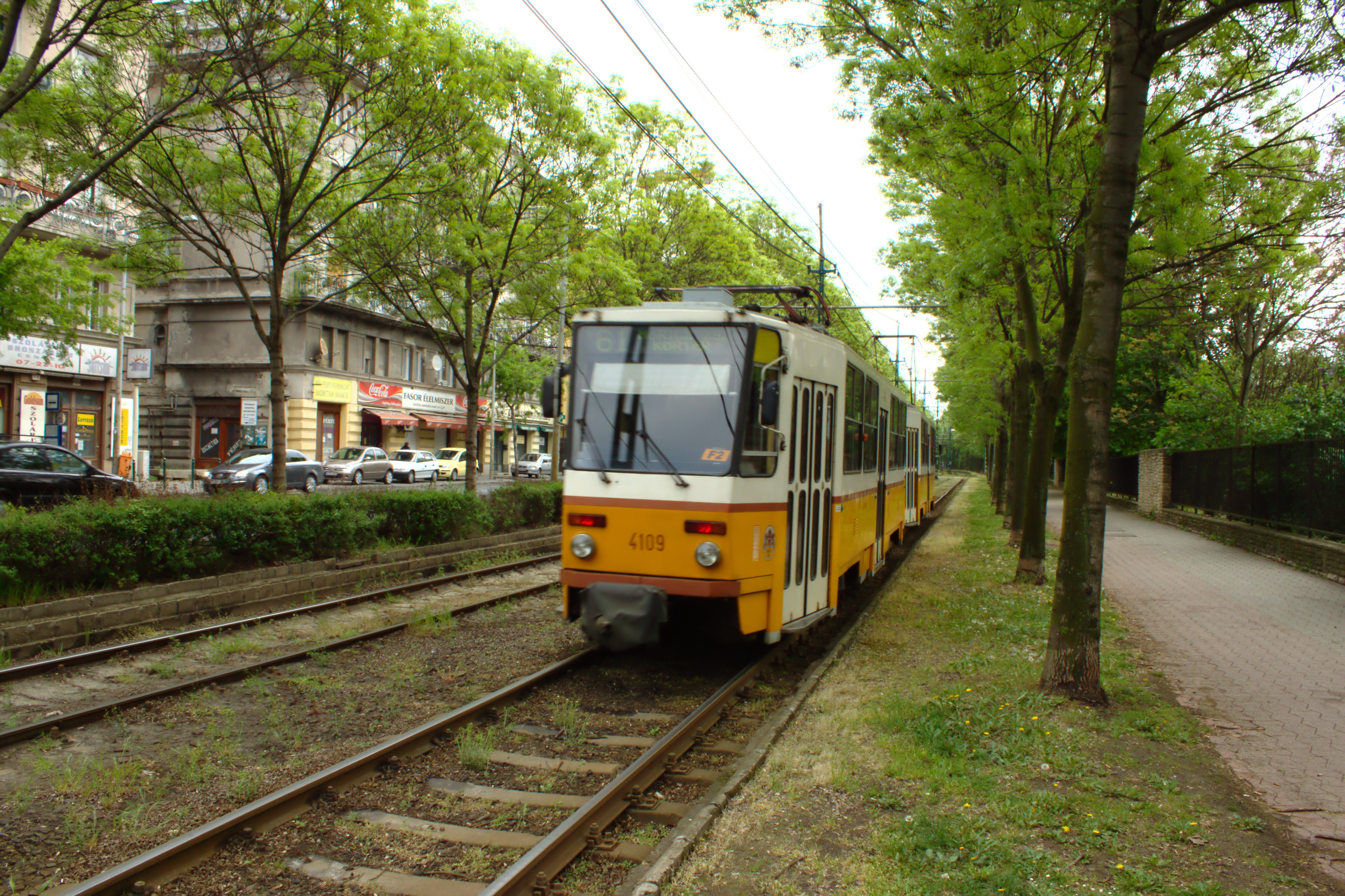